# Arminia Marten

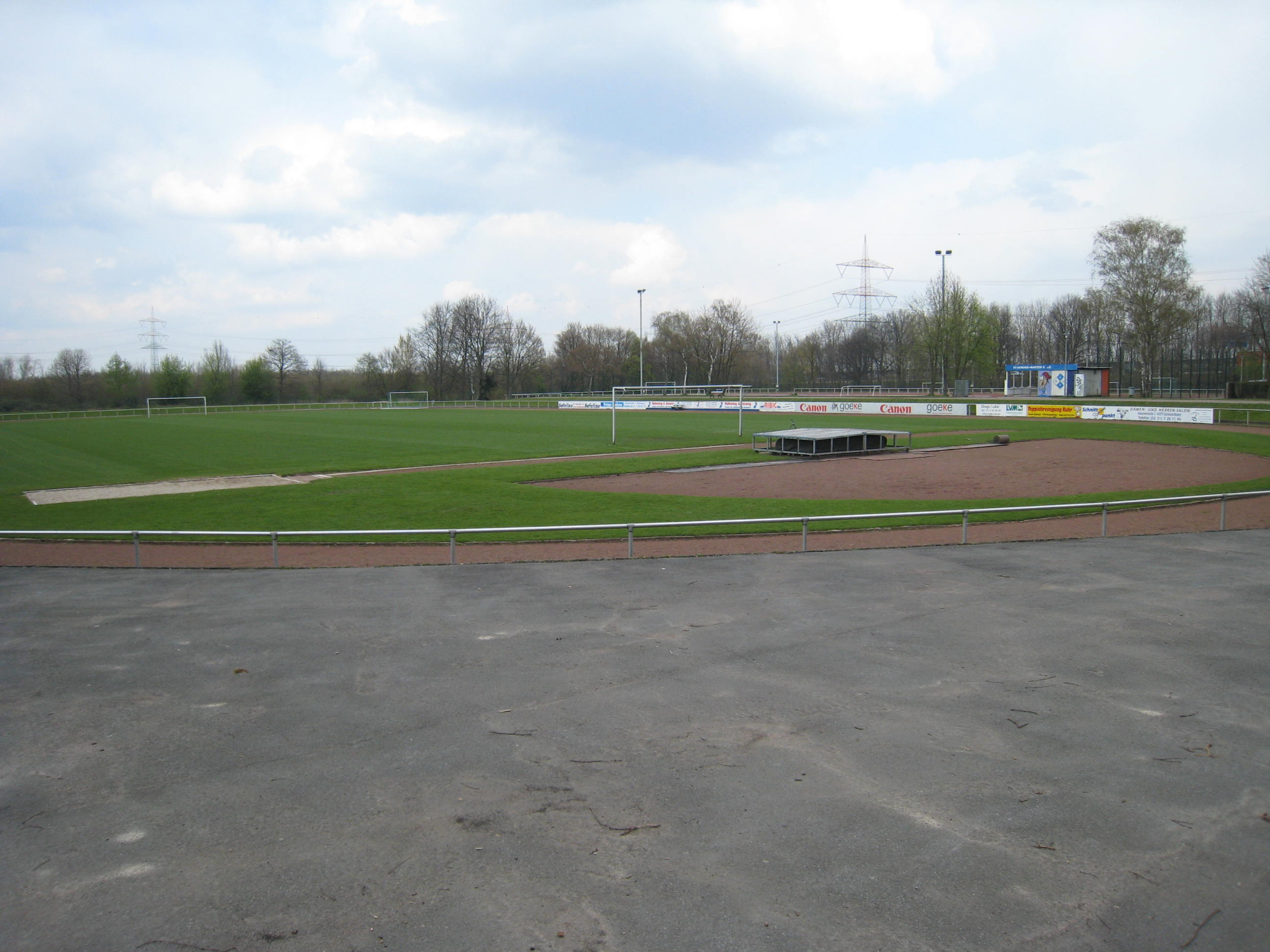
Bezirkssportanlage „Am Wischlinger Weg“

Arminia Marten (offiziell: Sportverein Arminia 08 Marten e. V.) ist ein Sportverein aus dem im Westen von Dortmund gelegenen Stadtteil Marten. Er entstand 1908, als die Fußballabteilung des TV Arminius Marten einen eigenständigen Verein gründete. Die Vereinsfarben sind blau-weiß.

## Geschichte
Zwischen 1937 und 1941 spielte der Verein in der Gauliga Westfalen, der damals obersten Spielklasse. 1993 fusionierte der Verein mit dem SV Roland Marten. Diese Fusion sollte die Jugendarbeit stärken, um den Verein langfristig erfolgreicher zu machen. In der Saison 2009/10 stieg der Verein in die siebtklassige Landesliga auf. Vier Jahre später folgte der Abstieg in die Bezirksliga, dem 2015 der sofortige Wiederaufstieg folgte. Im November 2017 zog der Verein die Mannschaft aus der laufenden Landesligasaison zurück. In der Saison 2018/19 wird die Arminia in der Kreisliga A spielen.
Neben der Fußballabteilung unterhält der Verein noch Abteilungen für Volleyball, Tischtennis und Damen-Gymnastik.

## Stadion
Heimspielstätte von Arminia Marten ist die Bezirkssportanlage „Am Wischlinger Weg“. Der Rasenplatz mit Laufbahn hat eine Kapazität von ca. 4.000 Zuschauern. Neben dem Rasenplatz gibt es einen neuen Kunstrasenfußballplatz ohne Laufbahn.

## Persönlichkeiten
- Thorsten Fink, Trainer und Bundesligaspieler bei der SG Wattenscheid 09, Karlsruher SC und dem FC Bayern München
- Wilhelm Kronsbein, Torwart und Fußballnationalspieler zwischen 1940 und 1942
- Klaus Wischniewski, Bundesligaspieler bei VfL Bochum